# Tmesisternus ruficornis
Tmesisternus ruficornis es una especie de escarabajo del género Tmesisternus, familia Cerambycidae. Fue descrita científicamente por Thomson en 1865.
Habita en Indonesia. Esta especie mide 15-25 mm.